# Weltreich

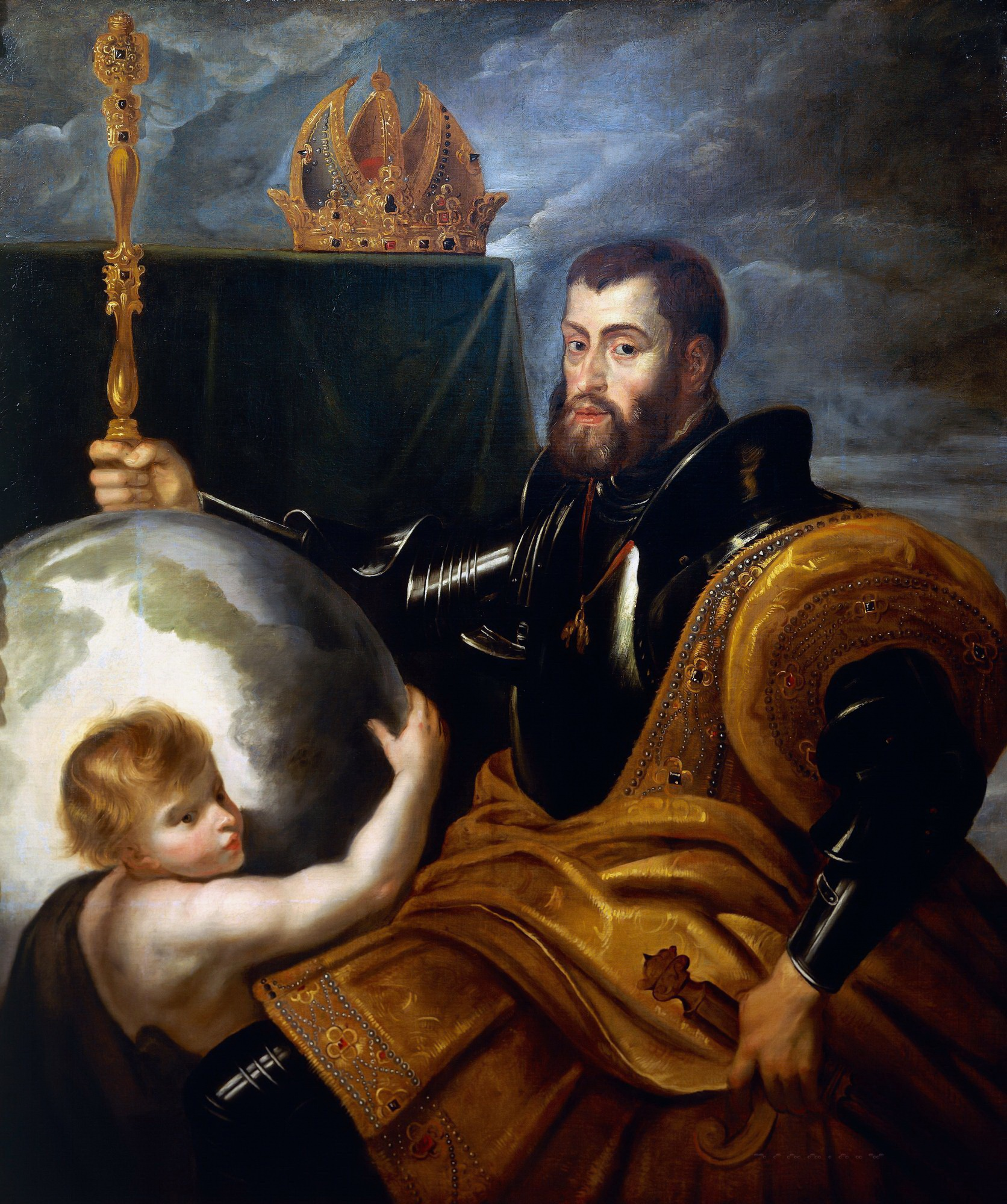
Kaiser Karl V. herrschte als Erster über ein globales Imperium, in dem „die Sonne niemals unterging“; Gemälde von Rubens

Als Weltreich bezeichnet man meist ein Reich, das sowohl große Teile der jeweils bekannten Welt umfasst als auch bedeutenden Einfluss auf die geschichtliche Entwicklung (politisch, wirtschaftlich, technologisch, sozial, kulturell, religiös oder sprachlich) hat. Oft schloss das jeweilige Selbstverständnis den Anspruch ein, entweder weite Teile der (bekannten) Welt zu beherrschen oder zumindest die größte politisch-wirtschaftliche Macht zu sein. Im Unterschied zur Weltmacht benötigt es für ein Weltreich keine globale politische Ebene, der Begriff ist somit auch auf Großreiche der vormodernen Zeit anwendbar.

## Begriffsproblematik
In verschiedenen historischen Epochen tauchen unterschiedliche Begriffe für ein solches Weltreich auf. Die Bezeichnungen Imperium, Großreich, Weltreich und zunehmend auch Empire werden in der Politik- und in der Geschichtswissenschaft meist synonym gebraucht. Es gibt derzeit keine einheitliche Definition, was ein Imperium, ein Großreich und was ein Weltreich eigentlich wäre, wenngleich jüngere politikwissenschaftliche Arbeiten eine Reihe von Abgrenzungskriterien (etwa zum Territorialstaat), Handlungsmotive und machttheoretische Strukturmodelle angeboten haben. Dennoch wird der Begriff Weltreich in der Fachliteratur häufig im Zusammenhang mit den beiden Perserreichen (Achämenidenreich und Sassanidenreich), dem Alexanderreich, dem Römischen Reich, dem Mongolenreich, dem Reich Karls V. sowie bei den Kolonialreichen Spaniens (Spanisches Kolonialreich) und Großbritanniens (Britisches Weltreich) immer wieder benutzt. Heute bezeichnet Herfried Münkler die USA als Imperium.
Imperien reklamieren in diesem Zusammenhang die politische Dominanz über weite Teile der ihnen bekannten Welt (was speziell für die vormoderne Zeit relevant ist, als in Großreichen oft nur ungenaue Kenntnisse über weit entfernten Gebieten verfügbar waren), was bisweilen in Ansprüchen auf Weltherrschaft gipfelte.

„Imperien sind mehr als große Staaten; sie bewegen sich in einer ihnen eigenen Welt. Staaten sind in eine Ordnung eingebunden, die sie gemeinsam mit anderen Staaten geschaffen haben und über die sie daher nicht allein verfügen. Imperien dagegen verstehen sich als Schöpfer und Garanten einer Ordnung, die letztlich von ihnen abhängt und die sie gegen den Einbruch des Chaos verteidigen müssen. Der Blick in die Geschichte der Imperien zeigt, dass sprachliche Wendungen wie die von der ‚Achse des Bösen‘ oder den ‚Vorposten der Tyrannei‘ nichts Neues und Besonderes sind. – Während Staaten an den Grenzen anderer Staaten Halt machen und es ihnen selbst überlassen, ihre inneren Angelegenheiten zu regeln, mischen sich Imperien in die Verhältnisse anderer ein, um ihrer Mission gerecht zu werden. Deshalb können Imperien auch sehr viel stärker Veränderungsprozesse in Gang setzen, während die Ordnung der Staaten durch einen strukturellen Konservatismus geprägt ist.“

In der Enzyklopädie der Neuzeit wird Weltreich wie folgt definiert:

„Weltreich. 1. Begriff und Bedeutung: Mit dem Begriff W. wird – als eine Erscheinungsform des Weltsystems – eine histor. Ordnungseinheit bezeichnet, die (1) größere Teile der bekannten Welt und ähnlich wie »Reich« eine ethnisch wie kulturell heterogene Untertanenschaft umfasst, die (2) einen auf polit. Macht, realer (oft militärischer) Gewaltandrohung und kultureller Hegemonie basierenden Herrschaftsraum mit entsprechender Selbstwahrnehmung und Vorherrschaftsbewusstsein bildet, (3) die beherrschten Gebiete kulturell, sprachlich und wirtschaftlich beeinflusst sowie (4) den Anspruch auf Weltherrschaft erhebt. Dabei steht »Welt« nicht im geographisch umfassenden Sinn, sondern ist als eine relative und variable Größe mit der durch Ausdehnung von Handelsbeziehungen, durch Kenntnis anderer Zivilisationen und durch Erwerb neuer Informationen einhergehenden jeweiligen Weltwahrnehmung verbunden [14.26]. »Welt« meint ebenso die durch Handlungen, Institutionen und Regeln auf ein Zentrum bezogene, integrierte territoriale, oft kontinentübergreifende Großregion. Doch nicht diese »Größe« an sich ist das entscheidende Kriterium; vielmehr sind die faktische Macht sowie die Ausübung von Herrschaft und Verwaltung (lat. imperium) entscheidend, die sich auf Expansion sowie auf die Potentiale der Bevölkerung und der Wirtschaft stützen [16. 610 f.]. Daher werden solche großräumigen und hierarchisch geordneten, d. h. in ein machtausübendes Zentrum und koloniale Peripherien unterscheidbaren [15.108] Herrschaftsräume nach dem Vorbild des bekanntesten W. der Antike, des Imperium Romanum, mit einem synonymen Begriff auch als Imperium [3] (engI. empire [7]; [17], span. imperio) bezeichnet. W. bzw. Imperien mit entsprechender imperialer Programmatik sind jedoch kein Spezifikum der europ. Geschichte. In der Nz. gab es sogar Imperien, deren »Welten« einander nicht berührten (zum Beispiel das span. und das chines. W.).“

## Weltreiche im Altertum
Das achämenidische Perserreich gilt oftmals als das erste „echte“ Weltreich der Geschichte; in den davor liegenden Jahrhunderten gab es zwar mehrere Großreiche, die kurz- oder mittelfristig die umliegenden Territorien und Völker beherrschten, jedoch war ihre Größe mit der des Perserreiches nicht vergleichbar. Das größte vor dem Perserreich existierende Großreich war das heute relativ unbekannte Neuassyrische Reich, das sich zur Zeit seiner größten Ausdehnung vom Süden Ägyptens bis zum persischen Golf und dem heutigen Armenien erstreckte.
Von besonderer Bedeutung ist das Reich Alexanders des Großen, das von Makedonien und Ägypten bis zum Indus reichte. Das Alexanderreich war zwar nur äußerst kurzlebig, bewirkte aber über seine Nachfolgestaaten, die sogenannten Diadochenreiche, die Entstehung eines einheitlichen hellenistischen Kulturraums im östlichen Mittelmeerraum.
Das klassische Beispiel für ein Weltreich ist das Imperium Romanum. Es umfasste in seiner Blütezeit nicht nur große Teile Europas, Vorderasiens und Nordafrikas, sondern übte auf die von ihm über längere Zeit beherrschten Gebiete auch einen tiefgreifenden und nachhaltig prägenden zivilisatorischen, kulturellen und sprachlichen Einfluss aus, der (auch durch die spätere Verbindung mit dem Christentum) in vielen Bereichen über das Mittelalter und die Frühe Neuzeit bis in die Gegenwart nachwirkt. Heutige sprachliche und staatliche Strukturen können in vielen Fällen direkt mit dem römischen Imperium in Verbindung gebracht werden.
Nach dem Untergang des Weströmischen Reiches in der Spätantike dominierte kein Weltreich mehr dauerhaft den europäischen Kontinent. Zum Ende der Antike stellte das Oströmische oder Byzantinische Reich die direkte Fortsetzung des Imperiums im Osten dar, das aber seit der Islamischen Expansion im 7. Jahrhundert praktisch kein Weltreich mehr darstellte, wenngleich Byzanz weiterhin eine Großmacht im östlichen Mittelmeerraum blieb.

## Europäische und außereuropäische Imperien
Im westlichen Europa existierten im Mittelalter zunächst die Personenverbandsstaaten, aus denen sich dann das komplexe System der Territorialstaaten herausbildete. Mit Beginn der Europäischen Expansion im 15. Jahrhundert schufen diese Staaten dann ihrerseits außereuropäische Weltreiche mit Kolonien auf anderen Kontinenten (siehe unten).
Auch außereuropäische Imperien wie das Chinesischen Kaiserreich (ca. 200 v. Chr.–1911), das Reich der Kalifen (ca. 700–900), das Mongolenreich Dschingis Khans, das Osmanische Reich (ca. 1299–1922) oder das Mogulreich (1526–1858) waren historisch bestimmende Größen, die langfristig und nachhaltig über ihre eigene Weltregion hinaus wirkten und zum Teil bis heute nachwirken.

## Kolonialreiche
In der Zeit des Kolonialismus und Imperialismus bauten einige europäische Länder Weltreiche auf und prägten nachhaltig die Länder, die sie kolonisierten. So wurde die Entwicklung in Lateinamerika von Spanien (Spanisches Kolonialreich) und Portugal (Portugiesisches Kolonialreich) stark beeinflusst, während Nordamerika, Afrika, Asien und Australien durch Frankreich bzw. Großbritannien sprachlich und kulturell geformt wurden. Die Tatsache, dass das Britische Empire die größte Kolonial- und Handelsmacht der Erde war, hatte die weltweite Verbreitung der englischen Sprache zur Folge, so dass Englisch heute zur universellen Welt- und Verkehrssprache geworden ist.

## Weltreichslehre
Um 1900 schien es im internationalen wissenschaftlichen Diskurs ausgemachte Sache zu sein, dass über kurz oder lang die Welt von einigen wenigen Weltreichen dominiert werden würde. Als Voraussetzung galten ein großer Raum, eine hohe und wachsende Bevölkerung sowie unerschöpfliche ökonomische Ressourcen. Diese Eigenschaften trafen auf die USA und Russland voll zu, auf das Britische Empire weitgehend, auf Deutschland und Frankreich dagegen fast gar nicht. Dennoch wurden auch dort Möglichkeiten diskutiert, ein Weltreich zu gewinnen. Bekannt ist die Rede des späteren Reichskanzlers Bernhard von Bülow vom 6. Dezember 1897, in der er für Deutschland einen Platz an der Sonne einforderte und die deutsche Weltpolitik einleitete. Die Weltreichslehre wurde, nach ersten Anfängen in der nachnapoleonischen Ära, um die Jahrhundertwende von Geographen, Historikern und Nationalökonomen intensiv diskutiert, wobei die Chancen, selbst in den Club der Weltreiche aufsteigen zu können, stets den gedanklichen Hintergrund bildeten. Die Alternative schien der Untergang der eigenen Nation zu sein. Am intensivsten waren die Diskussionen in den Staaten, deren Status gefährdet oder prekär schien, nämlich in Deutschland und in Großbritannien.

## Universalmonarchie
Insbesondere das chinesische Kaiserreich sah sich als Universalmonarchie, also dem Kaiser als dem „Sohn des Himmels“ kam die Oberherrschaft über alle anderen Fürsten der Welt zu. Eine ähnliche Vorstellung verband man im Europa des Mittelalters mit dem römisch-deutschen Reich, unter Berufung auf den heiligen Hieronymus, der den Bibeltext Dan 2, 21ff. vom Traume Nebukadnezars so auslegte, dass es nur vier Weltreiche geben werde: das babylonische Reich, das Reich der Meder und Perser, das Reich Alexanders des Großen und das Römische Reich, das bis ans Ende der Tage dauern sollte. Unter dieser Voraussetzung konnte das römisch-deutsche Reich die Nachfolge des römischen beanspruchen, eine Kontinuität, die von Karl dem Großen bewusst hergestellt wurde (Translatio imperii). Allerdings verband sich mit diesem universalen Anspruch in der Regel keine entsprechende reale Machtausübung. Dennoch versuchten im Mittelalter einige römisch-deutsche Kaiser durchaus theoretische pro-kaiserliche universale Ideen zumindest teilweise realpolitisch zu nutzen (siehe Friedrich I. und Heinrich VII.), hatten damit jedoch letztlich keinen bleibenden Erfolg. Die Idee der universalen Reichsidee wirkte aber bis in die Frühe Neuzeit hinein.
Erst nach der Entdeckung Amerikas lässt sich unter Karl V., in dessen Reich „die Sonne nicht unterging“, wieder von einem Weltreich sprechen. Dessen universalmonarchischen Herrschaftsanspruch vertrat insbesondere der Staatsmann Mercurino Arborio di Gattinara, wobei er an antikuriale und antifranzösische Stimmungen im Heiligen Römischen Reich anknüpfte und Erwartungen der Wiedergewinnung von an Frankreich verlorene Gebiete (Mailand, Genua, Provence) weckte (Neoghibellinismus).

## Postkoloniale Imperien

Bipolare Staatenwelt im Kalten Krieg mit der westlichen Welt und dem Ostblock

Auch in der Weltordnung nach 1945 werden von Wissenschaftlern wie Herfried Münkler und Hans-Heinrich Nolte imperiale Strukturen wahrgenommen, die Parallelen zu vorherigen Weltreichsordnungen aufweisen. So wäre etwa der Kalte Krieg eine Auseinandersetzung zwischen einem östlich-kommunistischen Weltreich, der Sowjetunion mit ihren Vasallenstaaten im Ostblock, und einem westlich-kapitalistischen, den USA mit ihren Verbündeten in der westlichen Welt. In dieser Interpretation ist die Herrschaft dieser postkolonialen Imperien nicht an Territorien gebunden, sondern äußert sich maßgeblich in der Kontrolle der Weltwirtschaft sowie einem überstarken und zugleich globalen Einfluss auf Politik, Technologie, Migration, Sprache und ganz besonders deutlich auf die Kultur (siehe auch Augusteische Schwelle). Münkler verwendet den Begriff Amerikanisches Imperium, zu dem die EU eine Art imperiales Subzentrum bilde.